# دياموند سيتي
دياموند سيتي (بالإنجليزية: Diamond City, Arkansas)‏ هي مدينة تقع في مقاطعة بون، أركنسو بولاية أركنساس في الولايات المتحدة. تبلغ مساحة هذه المدينة 6.9 (كم²)، وترتفع عن سطح البحر 245 م، بلغ عدد سكانها 782 نسمة في عام 2010 حسب إحصاء مكتب تعداد الولايات المتحدة.

## التركيبة السكانية
حدّد مكتب تعداد الولايات المتحدة بيانات التركيبة السكانية لدياموند سيتي في تعداد الولايات المتحدة. في ما يلي، التركيبة السكانية حسب تعدادي 2000 و2010.

### تعداد عام 2000
بلغ عدد سكان دياموند سيتي 730 نسمة بحسب تعداد عام 2000، وبلغ عدد الأسر 346 أسرة وعدد العائلات 236 عائلة مقيمة في المدينة. في حين سجلت الكثافة السكانية 100 نسمة لكل كيلومتر مربع (259.0/ميل2). وبلغ عدد الوحدات السكنية 547 وحدة بمتوسط كثافة قدره 74.9 لكل كيلومتر مربع (194.0/ميل2).
وتوزع التركيب العرقي للمدينة بنسبة 96.71% من البيض و0.55% من الأمريكيين الأصليين و2.74% من عرقين مختلطين أو أكثر و1.37% من الهسبانيون أو اللاتينيون من أي عرق.
بلغ عدد الأسر 346 أسرة كانت نسبة 15.6% منها لديها أطفال تحت سن الثامنة عشر تعيش معهم، وبلغت نسبة الأزواج القاطنين مع بعضهم البعض 63.3% من أصل المجموع الكلي للأسر، ونسبة 3.8% من الأسر كان لديها معيلات من الإناث دون وجود شريك،  بينما كانت نسبة 1.2% من الأسر لديها معيلون من الذكور دون وجود شريكة وكانت نسبة 31.8% من غير العائلات. تألفت نسبة 28.9% من أصل جميع الأسر من عدة أفراد يعيشون في نفس المنزل ونسبة 17.1% كانت تتألف من شخص يعيش بمفرده يبلغ من العمر 65 عاماً أو أكثر. وبلغ متوسط حجم الأسرة المعيشية 2.11، أما متوسط حجم العائلات فبلغ 2.55.
بلغ العمر الوسطي للسكان 54.4 عاماً. وكانت نسبة 15.3% من القاطنين تحت سن الثامنة عشر، وكانت نسبة 4% بين الثامنة عشر والرابعة والعشرين عاماً، ونسبة 19.2% كانت واقعةً في الفئة العمرية ما بين الخامسة والعشرين والرابعة والأربعين عاماً، ونسبة 32.2% كانت ما بين الخامسة والأربعين والرابعة والستين، ونسبة 29.3% كانت ضمن فئة الخامسة والستين عاماً فما فوق. يوجد لكل 100 أنثى 101.7 ذكر، ويوجد لكل 100 أنثى في الثامنة عشر من عمرها فما فوق 100.6 ذكر.
بلغ متوسط دخل الأسرة في المدينة 23,704 دولارًا، أما متوسط دخل العائلة فبلغ 27,946 دولارًا. وكان متوسط دخل الذكور 24,659 دولارًا مقابل 17,708 دولارًا للإناث. وسجل دخل الفرد الخاص بالمدينة 13,968 دولارًا. وكانت نسبة 16.2% من العائلات ونسبة 18.8% من السكان تحت خط الفقر، وكان من هؤلاء نسبة 35% تحت سن الثامنة عشر ونسبة 7.2% في الخامسة والستين من العمر وما فوق.

### تعداد عام 2010
بلغ عدد سكان دياموند سيتي 782 نسمة بحسب تعداد عام 2010، وبلغ عدد الأسر 375 أسرة وعدد العائلات 232 عائلة مقيمة في المدينة. في حين سجلت الكثافة السكانية 107.1 نسمة لكل كيلومتر مربع (277.4/ميل2). وبلغ عدد الوحدات السكنية 553 وحدة بمتوسط كثافة قدره 75.8 لكل كيلومتر مربع (196.3/ميل2).
وتوزع التركيب العرقي للمدينة بنسبة 96.55% من البيض و0.13% من الأمريكيين الأفارقة و1.15% من الأمريكيين الأصليين و0.13% من الأمريكيين ذوي الأصول الآسيوية و0.13% من الأعراق الأخرى و1.92% من عرقين مختلطين أو أكثر و2.17% من الهسبانيون أو اللاتينيون من أي عرق.
بلغ عدد الأسر 375 أسرة كانت نسبة 19.2% منها لديها أطفال تحت سن الثامنة عشر تعيش معهم، وبلغت نسبة الأزواج القاطنين مع بعضهم البعض 54.1% من أصل المجموع الكلي للأسر، ونسبة 4% من الأسر كان لديها معيلات من الإناث دون وجود شريك،  بينما كانت نسبة 3.7% من الأسر لديها معيلون من الذكور دون وجود شريكة وكانت نسبة 38.1% من غير العائلات. تألفت نسبة 33.6% من أصل جميع الأسر من عدة أفراد يعيشون في نفس المنزل ونسبة 18.1% كانت تتألف من شخص يعيش بمفرده يبلغ من العمر 65 عاماً أو أكثر. وبلغ متوسط حجم الأسرة المعيشية 2.09، أما متوسط حجم العائلات فبلغ 2.63.
بلغ العمر الوسطي للسكان 51.7 عاماً. وكانت نسبة 16.8% من القاطنين تحت سن الثامنة عشر، وكانت نسبة 5.5% بين الثامنة عشر والرابعة والعشرين عاماً، ونسبة 17.4% كانت واقعةً في الفئة العمرية ما بين الخامسة والعشرين والرابعة والأربعين عاماً، ونسبة 30.1% كانت ما بين الخامسة والأربعين والرابعة والستين، ونسبة 30.3% كانت ضمن فئة الخامسة والستين عاماً فما فوق. وتوزع التركيب الجنسي للسكان بنسبة 48.8% ذكور و51.2% إناث.

## وصلات خارجية
- The US50 - Cities and Towns in Arkansas State
- 2012 United States Census Estimate